# Scottish Men's National League 2010-2011
La Scottish Men's National League 2010-11 è stata la 42ª edizione del massimo campionato scozzese di pallacanestro maschile e la 24ª edizione del secondo livello dei campionati del Regno Unito.

## Regolamento

### Formula
Il torneo si compone di dieci formazioni, che si affrontano in un unico girone all'italiana con partite di andata e ritorno. Le prime quattro si qualificano per i play-off per il titolo nazionale, disputati al meglio delle due gare per le semifinali, con la prima in casa della migliore classificata al termine della stagione regolare.
La finale invece si disputa in gara unica.
Le ultime due classificate non gareggeranno nei play-off e non retrocederanno.

## Regular season

### Classifica
|                   |     | Classifica 2010-2011                       | G  | V  | P  | PF   | PS   | Pt |
| ----------------- | --- | ------------------------------------------ | -- | -- | -- | ---- | ---- | -- |
| Scozia (bandiera) | 1.  | Edinburgh Kings                            | 18 | 17 | 1  | 1665 | 1001 | 35 |
|                   | 2.  | Falkirk Fury (Clark Eriksson Falkirk Fury) | 18 | 16 | 2  | 1586 | 1210 | 34 |
|                   | 3.  | Paisley St. Mirren (Reid Kerr College)     | 18 | 13 | 5  | 1465 | 1259 | 31 |
|                   | 4.  | Glasgow University                         | 18 | 11 | 7  | 1377 | 1263 | 29 |
|                   | 5.  | Stirling Knights                           | 18 | 11 | 7  | 1412 | 1408 | 29 |
|                   | 6.  | Troon Tornadoes                            | 18 | 8  | 10 | 1248 | 1225 | 26 |
|                   | 7.  | Glasgow Rocks                              | 18 | 5  | 13 | 1282 | 1562 | 23 |
|                   | 8.  | Glasgow Storm                              | 18 | 5  | 13 | 1180 | 1461 | 23 |
|                   | 9.  | E.L. Peregrines                            | 18 | 3  | 15 | 1211 | 1517 | 21 |
|                   | 10. | Dunferml. Reign                            | 18 | 1  | 17 | 1155 | 1675 | 19 |

| Qualificate ai play-off |

### Playoff
|  | Semifinali | Semifinali         | Semifinali |                    |    | Finale          | Finale | Finale |  |
|  |            |                    |            |                    |    |                 |        |        |  |
|  | 1°         | Edinburgh Kings    | ??         |                    |    |                 |        |        |  |
|  | 1°         | Edinburgh Kings    | ??         |                    |    |                 |        |        |  |
|  | 4°         | Glasgow University | ??         |                    |    |                 |        |        |  |
|  | 4°         | Glasgow University | ??         |                    | 1° | Edinburgh Kings | 93     |        |  |
|  |            |                    |            |                    | 1° | Edinburgh Kings | 93     |        |  |
|  |            |                    | 3°         | Paisley St. Mirren | 62 |                 |        |        |  |
|  | 2°         | Falkirk Fury       | 3°         | Paisley St. Mirren | 62 | ??              |        |        |  |
|  | 2°         | Falkirk Fury       |            |                    |    |                 |        |        |  |
|  | 3°         | Paisley St. Mirren | ??         |                    |    |                 |        |        |  |

| Scottish Men's National League 2010-11 |
| -------------------------------------- |
| City of Edinburgh Kings 8º titolo      |